# إيفي والر سميث
إيفي والر سميث (بالإنجليزية: Effie Waller Smith)‏ (6 يناير 1879، مقاطعة بايك في الولايات المتحدة - 2 يناير 1960)؛ كاتِبة وشاعرة أمريكية.